# Segunda batalla de Alihuatá
La segunda batalla de Alihuatá se produjo durante la Guerra del Chaco, entre Bolivia y el Paraguay, desde fines de octubre hasta los primeros días de diciembre de 1933 y forma parte de la Segunda Ofensiva paraguaya cuyo objetivo era la aniquilación de las fuerzas enemigas localizadas en el sector Norte (Zenteno-Alihuatá) defendido por la 9.ª División boliviana al mando del coronel Carlos Banzer.

## Antecedentes
El 3 de octubre, el presidente paraguayo Eusebio Ayala visitó Isla Poí para ascender a José Félix Estigarribia a Brigadier General por el triunfo en la batalla de Campo Grande. Estigarribia le manifestó que había llegado el momento de un cambio en la estrategia: Había constatado que los mismos regimientos bolivianos que combatieron en Nanawa, Gondra y Campo Grande  estaban agotados, física y moralmente. También había mermado la temida superioridad numérica y de medios del ejército boliviano. La ofensiva del ejército boliviano había sido detenida  y las últimas batallas de Campo Grande y Pozo Favorito permitían pasar de la ‘’defensa activa’’ a la ofensiva. Considerando estos argumentos, el presidente Ayala dio su autorización para el cambio de estrategia comprometiéndose a enviar todos los recursos que el Paraguay pudiera disponer para esta nueva fase de la guerra.
En el lado boliviano, el mayor Oscar Moscoso expuso al general Kundt el temor de los oficiales por la suerte del ejército boliviano debido al cansancio, desmoralización y falta de soldados luego de los combates de julio a septiembre. Propuso una retirada estratégica a la línea Magariños-Platanillos para que las tropas se repusieran y mientras tanto concentrar allí una fuerza de 80 mil hombres bien armados. 

“”Al sugerirle este movimiento, comprendí que toqué el orgullo, la pasión del general por los puntos geográficos, pues dio un grito, y, me dijo que cómo era posible pensar en un repliegue que significaba abandonar tantos fortines. Le respondí tranquilamente que sería peor abandonarlos dejando allí prisioneros y material“”.
Sugerencia de Moscoso a Kundt (Antezana Villagrán, 1982, p. 175 vol. 2)

 Kundt también dijo que Bolivia carecía de los recursos para constituir una fuerza tan grande y que estaba preocupado por el aumento de soldados bolivianos que se auto-herían y si bien quiso motivarlos con permisos para visitar a sus familias tuvo que suspender esa medida porque sólo un tercio retornaba al frente. Además, con la movilización de las clases 1934, 1921 y 1922, sólo podría contar con unos 8000 hombres más. Aprovechando la visita de Kundt en La Paz, el coronel Toro envió al señor Roberto Bilbao La Vieja a visitar las grandes unidades para recopilar informaciones desfavorables sobre Kundt con el objeto de proponer su remoción ya que algunos oficiales declaraban que no pensaban seguir obedeciendo sus órdenes. Cuando Kundt volvió dio licencia a Toro para que viajara al interior del país, sacándoselo de encima.

## El plan
Teniendo en mente la vuelta a la ofensiva cuyo objetivo central no era ocupar el terreno empujando al enemigo mediante ataques terminó:
- En la región de Zenteno (Alihuatá): Obligar a la línea de vigilancia del enemigo a replegarse sobre sus posiciones principales; logrado este objetivo interceptar el camino que partiendo de Alihuatá Viejo conduce a Puesto Sosa y a Saavedra. Al mismo tiempo, esforzarse por interceptar el camino que partiendo de Zenteno conduce a Saavedra, con el fin de cercar el grupo de tropas  que opera en el sector Zenteno e intentar su destrucción.[2]

- En el sector Nanawa: Despejar el camino Nanawa-Pirizal, obligando al enemigo a rectificar su dispositivo para descongestionar la presión que ejerce desde el norte sobre el fortín Nanawa e intentar seguidamente la destrucción de las tropas enemigas que accionan en Pirizal.

Estigarribia adelantó su puesto de mando al fortín Falcón (Rojas Silva), a no más de 20 km del frente, donde inició la concentración de una División de Reserva con nuevos contingentes llegados de Asunción y tropas extraídas de Nanawa, Toledo, Fernández, y aún de Bahía Negra y Fuerte Olimpo (Alto Paraguay, al norte del país). Se constituyó así una fuerza de 4 divisiones (Div.6,7,8 y Div. Rva.) apoyadas por dos grupos de artillería (GA-1,GA-3) frente a la 9.ª División boliviana y sus refuerzos.
En esta ofensiva se empeñaría la casi totalidad de los 27 000 combatientes con que contaba todo el ejército paraguayo en ese momento.

## Cambio de estrategia paraguaya
El 23 de octubre de 1933, veinte días después de la reunión Ayala-Estigarribia, lo que demuestra la rapidez en la preparación, las fuerzas paraguayas comenzaron las primeras operaciones de sondeo en tres sectores de la 9.ª División:
- Los regimientos 10, 12 y 40 paraguayos atacaron por los flancos al RI-27 que custodiaba el camino que une Arce con Alihuatá.

- Más al este, a 5 km, el RI-16 atacó al RI-6 boliviano.

- A 8 km de ese lugar, en dirección a Charcas, el regimiento de zapadores 2 y el RC-1 de la 8.ª División atacaron al RI-50 y secciones del RI-3 bolivianos.

Esta primera fase fue interpretada erróneamente por el comando boliviano. Se olvidaron las propuestas de retirada hacia una zona más favorable (Campo Jordan o Ballivián) y del estado material y moral en que se encontraban los distintos regimientos.

“Y hay que añadir que los sucesos del frente iban confirmando en esos días de optimismo de los meros informes. Desde el 28 de octubre al 10 de noviembre los continuos ataques paraguayos fueron rechazados invariablemente por las tropas de la novena división […] Allí se vivía en una verdadera embriaguez de heroísmo, y se confiaba ciegamente en mantener indefinidamente una posición victoriosa. El comandante de la división, coronel Carlos Banzer, hizo transmitir […] un telegrama a Salamanca que decía: Novena División reafirma su voluntad de vencer y presenta por nuestro intermedio sus respetos a Vuestra Excelencia”.
(Alvéstegui, 1970, p. 295, vol. 4)

Luego de estos ataques de empuje y aferramiento, que recibieron una fuerte respuesta de las fuerzas bolivianas, y siguiendo el plan de operaciones, se comenzó a envolver el ala izquierda de la 9.ª División  para salir a su retaguardia en dirección a Charata. Al mismo tiempo se presionó en todos los restantes frentes (Gondra-Nanawa) para amarrar al resto de las tropas bolivianas en sus posiciones y confundir a Kundt sobre las propias intenciones y la dirección principal del ataque. El 12 de noviembre, el comando paraguayo lanzó un fuerte ataque distractivo sobre Nanawa y Bullo. El regimiento ‘’Curupayty‘’ logró copar al regimiento ‘’Castrillo‘’ y tomar prisioneros a 428  de sus integrantes, entre jefes, oficiales y tropa.
Sin darse cuenta del cambio de estrategia y de la magnitud de la operación adversaria en el norte, el general Kundt sacó fuerzas de la 4.ª División ubicada en Gondra y de la 7.ª División ubicada en Nanawa con el objeto de sostener la progresiva prolongación del ala izquierda de la 9.ª División. Pero la superioridad de las fuerzas paraguayas era demasiado grande por lo que el envolvimiento continuó avanzando inconteniblemente, sobrepasando a cada nuevo regimiento boliviano que aparecía en su frente.
De esta manera, la 9.ª División boliviana, que durante las acciones de julio (1933) frente a Gondra se había reducido a dos regimientos y una compañía, desde la batalla de Campo Grande había vuelto a crecer, recibiendo en su línea el refuerzo de 9  regimientos muchos de las cuales salieron de la 4.ª  y 7.ª División.
Las dificultades para abastecer a todas las fuerzas paraguayas en pleno verano retardaron los movimientos en ciertos sectores pese a que antes de iniciar la operación se habían perforado más de veinte pozos para proveer de agua a tantos soldados. Esta demora hubiera permitido, quizás, salvar a la 9.ª División ordenando su retirada nuevamente a "Kilómetro 7", un lugar favorable para establecer una buena defensa. Pero el gobierno boliviano temía que el abandono del fortín Alihuatá repercutiría peligrosamente en la moral del país y el general Kundt  subestimaba la capacidad del ejército paraguayo para maniobrar ofensivamente con tantos hombres en pleno verano  por lo que sostenía que el envolvimiento enemigo por el flanco izquierdo se detendría de un momento a otro por problemas logísticos. Kundt confiaba además que moviendo económicamente sus fuerzas por líneas interiores podía frenar el amplio y complicado envolvimiento paraguayo. Los partes diarios de la aviación boliviana detectaban siempre lo mismo: idas y venidas de camiones enemigos, único indicio del movimiento de las fuerzas paraguayas en los montes.
El coronel Carlos Banzer, viendo el permanente deterioro de su situación, siguió pidiendo refuerzos. Ante tanta insistencia, el 28 de noviembre, Kundt viajó desde su lejano puesto en Muñoz, a más de 100 km, a Alihuatá, a reiterarle la orden de mantener dicho fortín, prometiendo realizar a la brevedad un ataque desde Puesto Moreno, por la espalda de la entrante paraguaya, para dispersarla. Ese mismo día, el general Estigarribia llegó a Arce, sede del comando del coronel Ayala, jefe del Primer Cuerpo, para instarle a que inicie las operaciones de cerco de forma inmediata.

## La caída de Alihuatá
El 3 de diciembre, Estigarribia decidió asumir personalmente la conducción táctica de toda la operación sustituyendo a Ayala por su falta de iniciativa y ordenó al coronel José A. Ortiz, a cargo de la maniobra, que cerrara el camino Alihuatá-Saavedra. El día 4, la vanguardia paraguaya que guiaba el explorador Manuel Irala Fernández (alias ‘’Yacaré Valija‘’), salió al pajonal de ‘’Campo 31‘’, sobre el camino Alihuatá-Saavedra. Ese mismo día, en medio de una lluvia torrencial, la 7.ª División paraguaya reforzada con los regimientos RI-1, RI-2 y RC-5 (unos 3300 hombres) penetró en la retaguardia de la 9.ª División boliviana. El RI-41 "Colorados" boliviano trató de contener ese avance a la altura del "km 31", pero fue arrollado.  El 4 de diciembre el mayor Sinforiano Bilbao Rioja, sacado apresuradamente del sector Gondra, recibió la misión de enviar un batallón del RI-34 para despejar el camino a la altura del "km 31" pero, por su escasa importancia, esta unidad no tuvo ninguna posibilidad de realizarlo.
El día 6 de diciembre, una pequeña unidad de 200 soldados paraguayos cortó el mismo camino a la altura del "km 22". Tanto Kundt, desde el sur, como Banzer desde el norte, enviaron fuerzas para eliminar ese bloqueo que se mantuvo con gran tenacidad:

"Es una de las situaciones típicas de la campaña. Una fracción enemiga no muy numerosa y sin medios de transporte se incrusta en el dispositivo de nuestras unidades. Se encuentra entre dos fuegos. Desde el norte recibe fuego de las fracciones que la Novena ha organizado al sur del fortín. Desde el sur es batida por la fracción del teniente Vaca Roca, compuesta de más de 100 hombres. Además, esa misma fracción enemiga esta batida por la Batería Seleme. Y sin embargo, se mantiene en sus posiciones. En forma análoga los paraguayos han cortado seguramente todas las picadas. Hay que reconocer [que el enemigo ha llevado a cabo esta acción] con mucha audacia y resolución."
General Hans Kundt (Brockmann, 2007, p. 335)

La incredulidad sobre estas operaciones paraguayas se extendió al teniente coronel González Quint, jefe de la 4.ª División, que no quiso creer que el camino estuviera cortado a esa altura pese al informe de un chofer que pudo salvarse de una emboscada enemiga en ese punto.

Banzer transmitió a Kundt un mensaje desesperado diciéndole que todos los hombres de su comando estaban en la línea, incluso los zapadores que no tenían entrenamiento de combate, a los cuales se les había dado una breve instrucción de cómo sostener un fusil. Clasificó su situación como de “muy grave”.
Historiador norteamericano Bruce Farcau (1996, p. 153)

Un  escuadrón del regimiento ‘’Lanza‘’ investigó en qué situación estaba el camino más largo, el que va de Alihuatá hacia Pozo Negro-Saavedra. A las dos horas, en la noche del 6 de diciembre, el subteniente Jaime Urriolagoitia informó que había chocado con fuerzas enemigas. Esto significaba que la 9.ª División, que en esos momentos contaba con más de 7000 hombres distribuidos en 8  regimientos, tenía sus dos principales caminos de repliegue en poder del enemigo.

"Banzer comunicó a Kundt esta circunstancia,  solicitando que si se pensaba salvar a la 9.ª División se le autorizara a retroceder a lo largo del único camino que todavía estaba abierto: Pozo Encanto-Pozo Esperanza, y ocupar Campo 31. Kundt simplemente le respondió que “procediera de acuerdo a las circunstancias”.
Bruce Farcau (1996, p. 153)

Una alternativa hubiera sido lanzar a la 9.ª División contra una o las dos rutas interceptadas lo que hubiera significado tener que atacar, en malas condiciones, a un enemigo que precisamente estaba esperando esa acción. Banzer evaluó esa posibilidad y decidió que era mejor replegar sus tropas por un tercer camino que había terminado de abrirse tres días antes y que se dirigía a la retaguardia del sector donde se hallaba desplegada la 4.ª División frente a Gondra.

## Ataque sorpresivo en el sector Gondra
Lo que Banzer no pudo prever fue que, casi simultáneamente, a las 04:35 del día 7, el frente de la 4.ª División  colapsó por un sorpresivo ataque nocturno que, sin preparación previa de la artillería y por propia iniciativa, realizó el teniente coronel Franco de la 1.ª División paraguaya. Esta acción abrió una brecha de 1200 metros en el sector defendido por el teniente coronel Pareja por donde se infiltró la división paraguaya. 

"El regimiento del teniente coronel Pareja, que sufrió todo el peso de la frenética y pujante acometida, apenas si quedó con 200 hombres hábiles para reorganizar su desbaratada línea; y esta tarea era materialmente imposible realizarla “a caballo” sobre el camino Gondra-Campo Vía, desde cuando hubiera equivalido a la pérdida total de la unidad que habría sido destruida por la avalancha paraguaya de dos mil quinientos hombres, que avanzaron con una consigna irreductible en pos del objetivo estratégico prefijado. Además, no hay que olvidar en este respecto la segunda columna que se movió más al Sur de la anterior y fuerte de 2000 hombres [...]"
Ex-combatiente e historiador al servicio de Bolivia Aquiles Vergara Vicuña (1944, p. 75 vol. 5)

 Este ataque tomó por sorpresa no sólo al coronel boliviano González Quint, de la 4.ª División,  sino también a Estigarribia que pidió varias veces la confirmación de que Franco había logrado infiltrarse y estaba cerrando de esa manera las vías de escape de las dos divisiones bolivianas buscando unirse por el sur con el envolvimiento que el coronel Ortiz estaba realizando desde el noroeste. El general Estigarribia comentó años después:

"En la batalla de Alihuatá, el enemigo actuó de una manera enteramente diferente de la que esperábamos y perjudicó su situación en ventaja nuestra. No fue necesario dividir la operación en dos etapas, ya que con una pudimos obtener el mismo resultado".
Estigarribia (Querejazu Calvo, 1990, p. 93)

Desorientado por el curso de los acontecimiento, Kundt estimó que el grueso del ejército paraguayo que avanzaba por la izquierda de la 9.ª División realizaría una persecución paralela a la retirada de ambas divisiones con dirección hacia Muñoz por lo que ordenó reforzar Saavedra retirando tropas desde Nanawa. Los informes, muchas veces confusos, sobre los movimientos del enemigo se iban reduciendo prácticamente a los partes diarios de la aviación que sólo podía detectar  a los camiones enemigos que se movían de un lado al otro por los caminos.

## Retirada hacia Campo Vía
Banzer acusó a  Kundt de haberle ordenado que ‘’procediera de acuerdo a la situación’’ sin prevenirle que el frente de la 4.ª División había sido roto y que la ayuda del destacamento Brandt, enviado desde Puesto Sosa para frenar a una división reforzada, era una insignificante unidad compuesta por 300 reclutas en proceso de instrucción que nunca habían combatido ni tenían experiencia en el monte chaqueño.  Las instalaciones del fortín Alihuatá fueron incendiadas. El gobierno boliviano prohibió la difusión de la noticia que llegó al pueblo boliviano a través de las radioemisoras argentinas y paraguayas.
La 9.ª  y la 4.ª División retrocedieron penosamente hacia Campo Vía, una zona particularmente inhóspita, a mitad de camino entre Gondra y "Kilómetro 21", bajo el permanente acoso de un enemigo que salía de todas partes, hasta quedar finalmente detenidas por los dos brazos del cerco paraguayo. La consecuencia más importante de esta retirada fue la ruptura en el abastecimiento de agua que comenzaron a sufrir ambas divisiones. Algunas pequeñas unidades bolivianas lograron huir antes de que el cerco se cerrara completamente; lo hicieron con gran sacrificio y muchas bajas. Sin ninguna posibilidad de abrirse paso, sumado a la pasividad de Peñaranda que venía a auxiliarlos desde el exterior, con el grueso de sus fuerzas agotadas por tantos días de combates, arrastrando heridos sin poder atenderlos por falta de medicamentos y ante el peligro acuciante de que miles de soldados murieran de sed bajo un sol abrasador, los coroneles Banzer y González Quint se encontraron en Campo Vía.